# ثودوروس كوتاكوس
ثودوروس كوتاكوس (مواليد 10 أبريل 1976) هو ملاكم يوناني، مثّل بلاده في الألعاب الأولمبية الصيفية 2004.

## روابط خارجية
ثودوروس كوتاكوس على موقع أوليمبيديا (الإنجليزية)